# Justina Machado

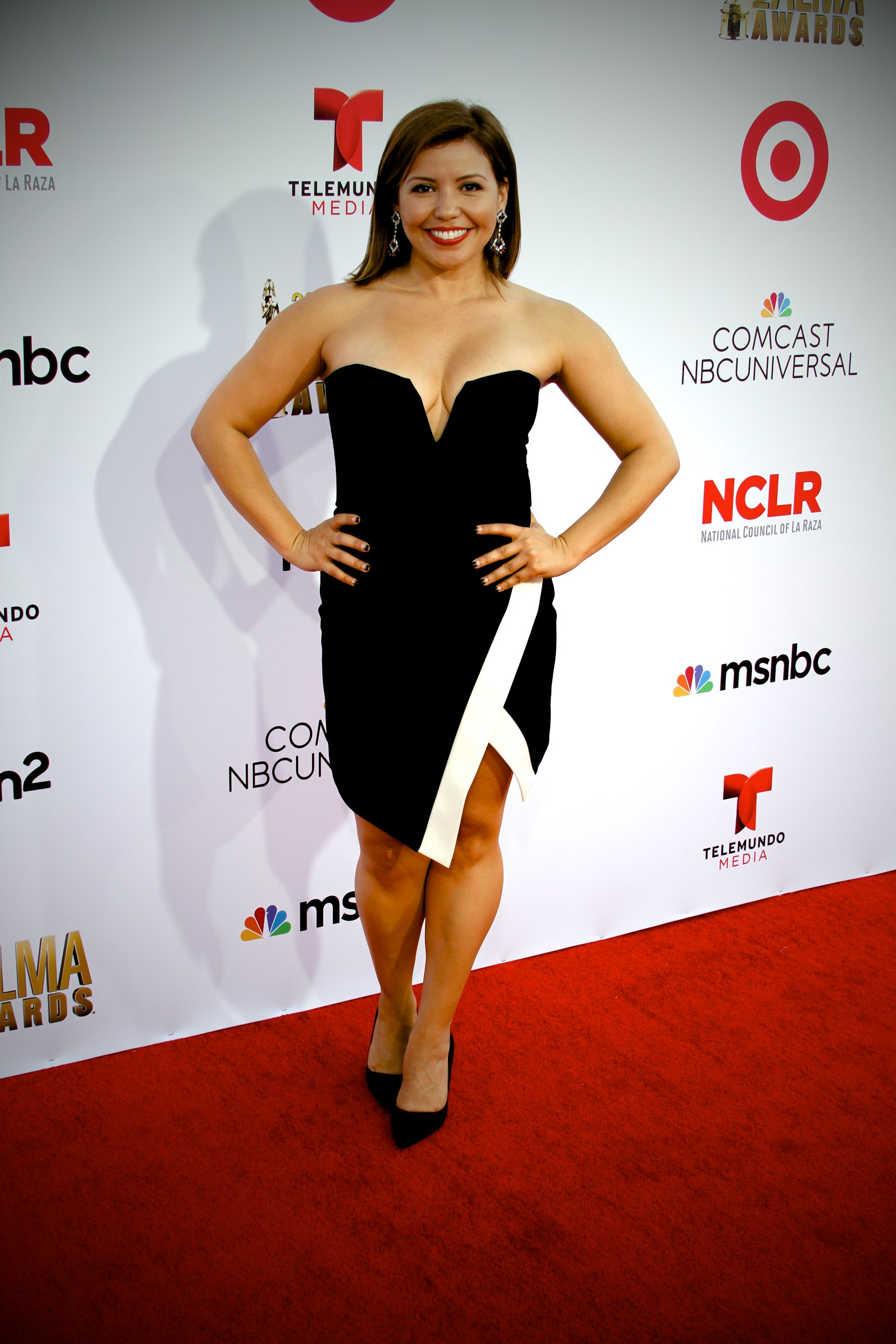
Justina Machado (2014)

Justina Machado (* 6. September 1972 in Chicago, Illinois) ist eine US-amerikanische Schauspielerin mit puerto-ricanischen Wurzeln.

## Leben
Ihre Eltern stammen aus Puerto Rico, wanderten aber schon kurz nach ihrer Hochzeit aus und ließen sich in Chicago nieder. Justina wurde als das älteste von fünf Kindern geboren. Während ihrer Schulzeit war sie in der Theatergruppe ihrer Schule aktiv. 1986 besuchte sie die Lane Tech High School. In ihrer Freizeit spielte sie bei der Latino Chicago Theater Company.
1990 machte sie ihren Abschluss an der High School und zog einige Zeit später nach New York City. Die Schauspielerfahrungen, die sie bei der Latino Chicago Theater Company sammeln konnte, halfen ihr dabei, in New York City Fuß zu fassen. Bald darauf wurde ihr ein Job als professionelle Schauspielerin in Los Angeles angeboten. 1996 hatte sie ihre ersten kleineren Rollen in Fernsehserien.
Zu ihren bekannteren Filmen zählen A.I. – Künstliche Intelligenz mit Haley Joel Osment, Im Zeichen der Libelle und Final Destination 2 mit Michael Landes. In der Fernsehserie Six Feet Under – Gestorben wird immer spielte sie zunächst eine Nebenrolle, welche dann später in eine Hauptrolle umgewandelt wurde.
Neben ihrer Tätigkeit als Film- und Fernsehschauspielerin tritt sie auch in Theaterproduktionen auf. Zu den bekanntesten Stücken hierbei zählen Blade to the Heat und Black Butterfly (beide wurden im Mark Taper Forum in Los Angeles aufgeführt).

## Filmografie (Auswahl)

### Filme
- 1996: Brutale Liebe – und jeder schweigt (No One Would Tell)
- 1997: Alles aus Liebe (She’s So Lovely)
- 2001: A.I. – Künstliche Intelligenz (Artificial Intelligence: AI)
- 2002: Im Zeichen der Libelle (Dragonfly)
- 2003: Final Destination 2
- 2004: Hart am Limit (Torque)
- 2008: Zufällig verheiratet (The Accidental Husband)
- 2008: Mord in Louisiana (In the Electric Mist)
- 2008: Man Maid
- 2008: Pedro
- 2013: The Call – Leg nicht auf! (The Call)
- 2014: The Purge: Anarchy
- 2014: Finders Keepers (Fernsehfilm)
- 2019: Family Pictures (Fernsehfilm)
- 2020: Scooby! Voll verwedelt (Scoob!, Stimme)
- 2020: All Together Now
- 2021: Rita Moreno: Just a Girl Who Decided to Go for It (Dokumentarfilm)

### Fernsehserien
- 1997–2009: Emergency Room – Die Notaufnahme (ER, 9 Folgen)
- 2000: Angel – Jäger der Finsternis (Angel, eine Folge)
- 2001–2005: Six Feet Under – Gestorben wird immer (Six Feet Under, 42 Folgen)
- 2003–2004: Missing – Verzweifelt gesucht (1-800-Missing, 17 Folgen)
- 2006: Ghost Whisperer – Stimmen aus dem Jenseits (Ghost Whisperer, eine Folge)
- 2006: Grey’s Anatomy (Folge 3x05)
- 2007: Cold Case – Kein Opfer ist je vergessen (Cold Case, eine Folge)
- 2009–2010: Three Rivers Medical Center (Three Rivers, 13 Folgen)
- 2010: Bones – Die Knochenjägerin (Bones, Folge Opfer der Liebe)
- 2010: Burn Notice (Folge 4x05)
- 2011: Body of Proof (eine Folge)
- 2012: Desperate Housewives (2 Folgen)
- 2012: Switched at Birth (2 Folgen)
- 2012–2013: Private Practice (6 Folgen)
- 2015: Devious Maids – Schmutzige Geheimnisse (Devious Maids, 2 Folgen)
- 2016, 2019: Queen of the South (15 Folgen)
- 2016–2019: Jane the Virgin (19 Folgen)
- 2017–2020: One Day at a Time (45 Folgen)
- 2019–2020: Superstore (4 Folgen)
- 2023: Law & Order (1 Folge)